# Lista över insjöar i Sverige med namn som innehåller "luoppal"
luoppal ingår i namnet på följande insjöar i Sverige som har Wikipedia-artikel:
- Aimoluoppal, sjö i Jokkmokks kommun och Lappland 66°35′39″N 20°49′39″Ö / 66.59405°N 20.82746°Ö
- Aureluoppal, sjö i Kiruna kommun och Lappland 68°04′17″N 19°48′57″Ö / 68.07134°N 19.81593°Ö
- Autaluoppal, sjö i Gällivare kommun och Lappland 67°45′41″N 17°43′10″Ö / 67.76145°N 17.71948°Ö
- Ijamluoppal, sjö i Gällivare kommun och Lappland 67°13′34″N 19°31′26″Ö / 67.22620°N 19.52389°Ö
- Kalmeluoppal, sjö i Jokkmokks kommun och Lappland 66°56′04″N 18°52′07″Ö / 66.93453°N 18.86865°Ö
- Kapasluoppal, sjö i Jokkmokks kommun och Lappland 67°14′50″N 16°35′40″Ö / 67.24709°N 16.59435°Ö
- Kasakluoppal, sjö i Jokkmokks kommun och Lappland 67°20′14″N 16°25′32″Ö / 67.33732°N 16.42551°Ö
- Kaskaluoppal (Jokkmokks socken, Lappland, 736698-167543), sjö i Jokkmokks kommun och Lappland 66°20′48″N 19°44′13″Ö / 66.34666°N 19.73703°Ö
- Kaskaluoppal (Jokkmokks socken, Lappland, 741548-165366), sjö i Jokkmokks kommun och Lappland 66°48′00″N 19°17′41″Ö / 66.80004°N 19.29463°Ö
- Kierkeluoppal, sjö i Jokkmokks kommun och Lappland 66°23′08″N 19°40′46″Ö / 66.38546°N 19.67951°Ö
- Kuoffeluoppal, sjö i Jokkmokks kommun och Lappland 66°52′59″N 19°20′14″Ö / 66.88295°N 19.33730°Ö
- Kuortesluoppal, sjö i Jokkmokks kommun och Lappland 67°24′09″N 18°04′20″Ö / 67.40249°N 18.07221°Ö
- Kuotjaluoppal, sjö i Kiruna kommun och Lappland 68°14′14″N 20°29′11″Ö / 68.23710°N 20.48630°Ö
- Kärkeluoppal (Jukkasjärvi socken, Lappland, 758546-170824), sjö i Kiruna kommun och Lappland 68°17′11″N 20°51′31″Ö / 68.28641°N 20.85860°Ö
- Kärkeluoppal (Jukkasjärvi socken, Lappland, 758969-166208), sjö i Kiruna kommun och Lappland 68°20′54″N 19°43′43″Ö / 68.34843°N 19.72858°Ö
- Lamsiluoppal, sjö i Jokkmokks kommun och Lappland 66°45′09″N 20°32′34″Ö / 66.75257°N 20.54290°Ö
- Linkaluoppal, sjö i Kiruna kommun och Lappland 68°01′56″N 20°30′39″Ö / 68.03230°N 20.51075°Ö
- Lulleluoppal, sjö i Jokkmokks kommun och Lappland 66°28′41″N 19°31′22″Ö / 66.47792°N 19.52281°Ö
- Lumsasluoppal, sjö i Kiruna kommun och Lappland 68°25′42″N 18°25′25″Ö / 68.42829°N 18.42356°Ö
- Luoppal, sjö i Jokkmokks kommun och Lappland 67°18′49″N 16°42′14″Ö / 67.31368°N 16.70385°Ö
- Lättaluoppal, sjö i Kiruna kommun och Lappland 68°20′52″N 20°15′16″Ö / 68.34789°N 20.25436°Ö
- Mannaluoppal, sjö i Jokkmokks kommun och Lappland 66°23′57″N 19°36′01″Ö / 66.39927°N 19.60030°Ö
- Muddusluoppal, sjö i Gällivare kommun och Lappland 66°52′15″N 20°13′34″Ö / 66.87086°N 20.22618°Ö
- Måkkeluoppal, sjö i Kiruna kommun och Lappland 68°20′54″N 20°06′51″Ö / 68.34843°N 20.11409°Ö
- Njuktjaluoppal, sjö i Arjeplogs kommun och Lappland 65°58′03″N 18°16′45″Ö / 65.96746°N 18.27905°Ö
- Nuortap Muttosluoppal, sjö i Gällivare kommun och Lappland 66°52′31″N 20°14′06″Ö / 66.87521°N 20.23492°Ö
- Padjeluoppal, sjö i Jokkmokks kommun och Lappland 66°48′46″N 19°16′12″Ö / 66.81279°N 19.27002°Ö
- Pajep Meutaluoppal, sjö i Jokkmokks kommun och Lappland 67°48′54″N 17°02′14″Ö / 67.81510°N 17.03717°Ö
- Passeluoppal, sjö i Gällivare kommun och Lappland 67°50′52″N 17°38′29″Ö / 67.84791°N 17.64149°Ö
- Pieggaluoppal, sjö i Kiruna kommun och Lappland 68°10′46″N 18°40′33″Ö / 68.17953°N 18.67590°Ö
- Piertinluoppal, sjö i Jokkmokks kommun och Lappland 66°34′32″N 19°06′31″Ö / 66.57547°N 19.10873°Ö
- Puotoluoppal (Gällivare socken, Lappland, 745997-167089), sjö i Gällivare kommun och Lappland 67°11′11″N 19°45′09″Ö / 67.18633°N 19.75260°Ö
- Puotoluoppal (Gällivare socken, Lappland, 746203-166630), sjö i Gällivare kommun och Lappland 67°12′39″N 19°38′24″Ö / 67.21071°N 19.64008°Ö
- Riggåivluoppal, sjö i Jokkmokks kommun och Lappland 67°12′02″N 17°01′45″Ö / 67.20051°N 17.02907°Ö
- Ruossaluoppal, sjö i Kiruna kommun och Lappland 68°07′10″N 19°03′55″Ö / 68.11937°N 19.06538°Ö
- Råvveluoppal, sjö i Jokkmokks kommun och Lappland 66°30′41″N 20°11′09″Ö / 66.51149°N 20.18589°Ö
- Sabroluoppal, sjö i Gällivare kommun och Lappland 67°26′01″N 19°31′42″Ö / 67.43371°N 19.52823°Ö
- Sjatjerimluoppal, sjö i Jokkmokks kommun och Lappland 66°42′25″N 19°46′26″Ö / 66.70707°N 19.77399°Ö
- Slätoluoppal, sjö i Gällivare kommun och Lappland 67°43′27″N 17°58′59″Ö / 67.72406°N 17.98310°Ö
- Svartiluoppal, sjö i Gällivare kommun och Lappland 67°54′36″N 16°56′21″Ö / 67.90996°N 16.93928°Ö
- Tarraluoppal, sjö i Jokkmokks kommun och Lappland 67°10′38″N 17°07′04″Ö / 67.17730°N 17.11774°Ö
- Tjabraluoppal, sjö i Kiruna kommun och Lappland 68°11′04″N 19°49′40″Ö / 68.18458°N 19.82777°Ö
- Tjetnekluoppal, sjö i Jokkmokks kommun och Lappland 66°35′51″N 20°01′28″Ö / 66.59751°N 20.02439°Ö
- Tjårkeluoppal, sjö i Kiruna kommun och Lappland 67°45′05″N 20°31′48″Ö / 67.75134°N 20.52988°Ö
- Tjårveluoppal, sjö i Jokkmokks kommun och Lappland 66°24′57″N 19°02′50″Ö / 66.41597°N 19.04732°Ö
- Tåresluoppal, sjö i Gällivare kommun och Lappland 67°07′38″N 20°21′57″Ö / 67.12733°N 20.36570°Ö
- Upmasluoppal, sjö i Gällivare kommun och Lappland 67°49′35″N 17°06′20″Ö / 67.82632°N 17.10565°Ö
- Varanesluoppal, sjö i Jokkmokks kommun och Lappland 66°38′58″N 20°33′11″Ö / 66.64943°N 20.55302°Ö
- Vuojatakluoppal, sjö i Gällivare kommun och Lappland 67°49′34″N 17°39′18″Ö / 67.82606°N 17.65497°Ö
- Vuokkasluoppal, sjö i Kiruna kommun och Lappland 68°28′47″N 21°44′30″Ö / 68.47985°N 21.74155°Ö
- Vuollaluoppal, sjö i Jokkmokks kommun och Lappland 66°38′44″N 20°37′15″Ö / 66.64566°N 20.62092°Ö
- Vuolleluoppal, sjö i Jokkmokks kommun och Lappland 66°46′53″N 19°18′10″Ö / 66.78127°N 19.30289°Ö
- Vuolusluoppal, sjö i Kiruna kommun och Lappland 68°02′32″N 20°22′48″Ö / 68.04228°N 20.38000°Ö
- Vuosaluoppal, sjö i Jokkmokks kommun och Lappland 66°03′29″N 20°22′36″Ö / 66.05794°N 20.37657°Ö
- Vuoskonluoppal, sjö i Jokkmokks kommun och Lappland 66°50′45″N 18°00′25″Ö / 66.84592°N 18.00699°Ö
- Äparasluoppal, sjö i Kiruna kommun och Lappland 68°17′19″N 18°23′57″Ö / 68.28871°N 18.39907°Ö